# The Seeds
The Seeds fue una banda de la década de 1960 formada en la ciudad de Los Ángeles, California. Fueron una de las bandas que con su energía abrasiva y letras repetitivas dieron lugar al garage rock.

## Historia
El vocalista, Sky Saxon, fue fuertemente influenciado por Mick Jagger. El teclista Daryl Hooper fue el que más aporte musical dio para el sonido de esta banda. The Seeds fue una de las primeras bandas en usar un teclado por bajo (como Ray Manzarek, el teclista de The Doors). El guitarrista Jan Savage y el baterista Rick Andridge completaron el cuarteto; el vocalista Sky tocaba la guitarra pero haciendo los bajos.
El primer sencillo de The Seeds «Can't seem to make you mine» fue un hit al sur de California en 1965. La banda en 1966 logró su único hit que estuvo entre los cuarenta principales de EE. UU. con la canción «Pushing Too Hard». Los tres siguientes hits, que tuvieron un menor éxito, fueron: «Mr. Farmer» (1966), por segunda vez pero en 1967 «Can't Seem to Make You Mine» y «A Thousand Shadows» (1968). 
Sky se unió a una secta religiosa inspirada por un líder al que llamaban «Padre Yod», quién murió y la secta se separó parcialmente, en la cual Saxon siguió colaborando hasta el momento de su muerte.
Sky Saxon murió el 25 de junio de 2009 en Austin (Texas), tras meses hospitalizado por una infección general, aunque la causa de la muerte no ha sido determinada. Si bien no se conoce su edad exacta, se estima que tenía 63 años en el momento de su muerte.

## Miembros
- Sky Saxon - Cantante, Guitarra eléctrica
- Daryl Hooper - Teclado
- Jan Savage - Guitarra
- Rick Andridge - Batería

## Discografía

### Álbumes de estudio
- The Seeds 1966
- A Web of Sound  1966
- Future 1967
- A Full Spoon of Seedy Blues (as the Sky Saxon Blues Band) 1967
- Raw & Alive in Concert at Merlin's Music Box 1968
- Fallin' Off the Edge 1977
- Bad Part of Town 1982
- Evil Hoodoo 1988
- Travel with Your Mind 1993
- Red Planet 2004
- Back to the Garden 2008
- The Seeds (reissued in mono with unreleased tracks) 2013
- Web of Sound (double CD mono/stereo reissued with unreleased tracks) 2014
- Future (double CD mono/stereo reissued with unreleased tracks) 2014
- Raw & Alive (double CD two concerts, the original without screaming and with crowd, and another earlier studio concert) 2014

### Sencillos
| 1965                                     | "Can't Seem to Make You Mine" b/w "I'll Tell Myself"       | —  | —  | —  |
| 1965                                     | "Pushin' Too Hard" b/w "Out of the Question"               | —  | —  | —  |
| 1966                                     | "Pushin' Too Hard" (re-release) b/w "Try to Understand"    | 36 | 40 | 44 |
| 1967                                     | "Mr. Farmer" b/w "Up in Her Room"                          | 86 | —  | —  |
| 1967                                     | "Can't Seem to Make You Mine" (re-release) b/w "Daisy Mae" | 41 | 55 | 33 |
| 1967                                     | "A Thousand Shadows" b/w "March of the Flower Children"    | 72 | 86 | —  |
| 1967                                     | "The Wind Blows Your Hair" b/w "Six Dreams"                | —  | —  | —  |
| 1968                                     | "Satisfy You" b/w "900 Million People Daily Making Love"   | —  | —  | —  |
| 1969                                     | "Fallin' Off the Edge of My Mind" b/w "Wild Blood"         | —  | —  | —  |
| "—" denotes releases that did not chart. |                                                            |    |    |    |